# Kanton Concarneau
Concarneau is een kanton van het Franse departement Finistère. Het kanton maakt deel uit van het arrondissement Quimper.

## Gemeenten
Het kanton Concarneau omvatte tot 2014 de volgende 2 gemeenten:
- Concarneau (hoofdplaats)
- Trégunc

Na de herindeling van de kantons bij decreet van 13 februari, met uitwerking op 22 maart 2015, omvat het volgende 6 gemeenten :
- Concarneau
- Elliant
- Melgven
- Rosporden
- Saint-Yvi
- Tourch